# 2. бањалучка лака пјешадијска бригада
2. бањалучка лака пјешадијска бригада је била пјешадијска јединица Војске Републике Српске, у саставу Првог крајишког корпуса. 

## Историјат
Формирана је 15. јуна 1992. у Раковачким барама у Бањој Луци (заједно са 1, 3. и 4. бањалучком лаком пјешадијском бригадом) и била је у саставу 1. крајишког корпуса ВРС. Попуњавана је војним обвезницима са подручја града Бања Лука. Била је четног састава. У формацији је имала: команду бригаде, командни вод (одјељење војне полиције, извиђачко одјељење, одјељење везе, курире и возаче), шест пјешадијских чета (касније преформиране у четири чете), чету минобацача 82 мм, противоклопну чету, пионирски и позадински вод. Ван формације, из састава бањалучког противваздушног дивизиона територијалне одбране, бригади је придодата лака ракетна бригада ПВО.
Бригада је имала око 850 бораца, а кроз њу је прошло око 2.000 припадника. Током рата изводила је борбена дејства на подручју Влашића, Брода, Орашја, Оџака и Добоја. Повучена је у Бању Луку 29. фебруара 1996. Борбене задатке је успјешно извршила и одбранила Добој у додијељеној зони одбране. Имала је 24 погинула борца и 216 рањених. Бригадом су командовали потпуковник Милош Кесић (1992-1995) и мајор Драган Змајевић (1995-1996). У марту 1996. бригада је расформирана и ушла је у састав 102. пјешадијске бригаде ВРС, која је наставила да његује њене традиције. У мјесту Руданка код Добоја је 15. јуна 1995, заједно са 4. бањалучком бригадом, обиљежила трогодишњицу формирања, уз освјештавање ратне заставе и издавање јединог броја бригадног билтена "Бањалучки пјешадинац". Застава и примјерак билтена налазе се у музеју 3. пјешадијског (РС) пука Оружаних снага БиХ.